# Leandro de Oliveira da Luz
Leandro de Oliveira da Luz (* 1. März 1983 in Cândido Mota), auch bekannt als Leandro, ist ein ehemaliger brasilianischer Fußballspieler.

## Karriere
Seinen ersten Vertrag unterschrieb Leandro 2002 beim brasilianischen Verein FC Santos in Santos. 2003 verließ er Santos und wechselte zu Brasiliense FC nach Taguatinga. Der Verein spielte in der Distriktmeisterschaft von Brasília. 2004 ging er nach Russland, wo er sich Saturn Ramenskoje aus Ramenskoje anschloss. Der Club spielte in der höchsten Liga des Landes, der Premjer-Liga. 2005 zog es ihn wieder in seine Heimat. Hier nahm ihn der in Belém beheimatete Paysandu SC unter Vertrag. Über die brasilianischen Vereine AA Ponte Preta aus Campinas und AD Cabofriense aus Cabo Frio wechselte er 2008 nach Vietnam. Hier unterschrieb er einen Vertrag bei dem Erstligisten Hải Phòng FC aus Hải Phòng. 2012 wechselte er nach Dầu Một zum Ligakonkurrenten Becamex Bình Dương. Im gleichen Jahr kehrte er wieder nach Brasilien zurück, wo bis Ende des Jahres bei SE Matsubara in Cambará do Sul spielte. 2013 ging er nach Asien. Hier unterschrieb er einen Vertrag in Thailand beim Zweitligisten Singhtarua FC in Bangkok. Hier wurde er nach Ende der Saison 2013 Torschützenkönig mit 24 Toren. Mit dem Club wurde er Vizemeister der Thai Premier League Division 1 und stieg somit in die Thai Premier League auf. 2015 nahm ihn Ligakonkurrent Bangkok Glass unter Vertrag. Von Bangkok Glass wurde er die Rückserie 2015 an den ebenfalls in der Ersten Liga spielenden Super Power Samut Prakan FC ausgeliehen. Der Zweitligist PTT Rayong FC aus Rayong nahm ihn Anfang 2016 unter Vertrag. Hier spielte er bis Dezember 2016. Anschließend war er vertrags- und vereinslos. Wo er 2017 und 2018 gespielt hat, ist unbekannt. 2019 schloss er sich in seiner Heimat Brasilien dem União ES in Rondonópolis an, wo er noch im selben Jahr seine aktive Laufbahn beendete.

## Erfolge
FC Santos
- Campeonato Brasileiro Série A: 2002

Paysandu SC
- Staatsmeisterschaft von Pará: 2005

Singhtarua FC
- Thai Premier League Division 1: 2013 (Vizemeister)  ▲

## Auszeichnungen
Thai Premier League Division 1
- Torschützenkönig: 2013